# Білоніжка Петро Михайлович
Петро Михайлович Білоніжка (нар. 28 травня 1935, с.Вишнівчик, Перемишлянський район, Львівська область) — український науковець у галузях мінералогії та геохімії, історії науки, кандидат геолого-мінералогічних наук, дійсний член Наукового товариства ім. Т. Шевченка, почесний член Українського мінералогічного товариства (2006), доцент Львівського національного університету імені Івана Франка.

## Життєпис
Петро Білоніжка народився 28 травня 1935 року в с. Вишнівчик Перемишлянського району на Львівщині у селянській сім'ї. У 1948 році разом з батьками переїхав у Львів, де навчався в середній школі № 8. Закінчив школу в 1953 році та вступив на геологічний факультет Львівського державного університету, який закінчив у 1958 році за спеціальністю «пошуки і розвідка родовищ корисних копалин».
Після закінчення університету працював техніком, лаборантом у відділі геофізики в Інституті геології корисних копалин АН УРСР (тепер Інститут геології і геохімії горючих копалин НАН України). 
З березня 1959 року працює у Львівському університеті спочатку на посаді інженера-геолога НДС (1959–1960), молодшого наукового
співробітника в Проблемній геохімічній лабораторії (1960–1977), а з квітня 1977 року – доцент кафедри мінералогії.
У 1964–1968 роках навчався в заочній аспірантурі на кафедрі мінералогії під керівництвом професора Євгена Лазаренка.  
Захистив дисертацію та одержав науковий ступінь кандидата геолого-мінералогічних наук за спеціальністю геохімія у 1972 році. 
Петру Білоніжку вчене звання доцента кафедри мінералогії присвоєно у 1980 році. 
У 1976–1996 роках Петро Білоніжка був ученим секретарем Львівського геологічного товариства.

## Наукові інтереси
Мінералогія і геохімія родовищ калійних солей Передкарпаття, шаруваті силікати осадових порід, геохімія окремих елементів, геохімія ізотопів, історія науки тощо.

## Доробок
У творчому доробку Петра Білоніжка понад 330 праць, написаних особисто та зі співавторами.
Петра Білоніжка один з авторів нарисів про життя і творчість відомих геологів Львівського університету: М. Сливка (1999), Г. Піотровського (1999), Л. Колтуна (2000), Д. Бобровника (2000, 2002), А. Ясинської (2002), Д. Рєзвого (2002), В. Шеремети (2003), Ю. Мельника (2007, 2014), Е. Янчука (2007), О. Винар (2008), У. Феношиної (2009), Р. Смішка (2009), М. Габінета (2010), Л. Генералової (2013), О. Матковського (1999, 2004, 2009, 2014), та інших установ: Г. Бойка (2003), В. Мельникова (2010), І. Наумка (2011), П. Вовка (2012), М. Соболєва (2015). 